# Flexible droit : pour une sociologie du droit sans rigueur
Flexible droit : pour une sociologie du droit sans rigueur est une œuvre de Jean Carbonnier, parlant de philosophie de droit principalement ainsi que de la sociologie de droit. Dans ce livre, Carbonnier évoque sa théorie du « non droit » selon laquelle, il existe des règles dans la société qui ne sont pas des règles juridiques mais qui ont une force plus grande que les règles de droit.